# Вронду
Вронду (грч. Βροντού) је насељено место у општини Дион-Олимп у периферији Средишња Македонија, Грчка. Према попису из 2021. године било је 1.762 становника.
Насеље је 1913. године имало 490 житеља Грка. После Грћког грађанског рата село је премештено око 4 километара југозападно на месту где су мештани имали колибе због близине својих имања.